# Primula dickieana
Primula dickieana là một loài thực vật có hoa trong họ Anh thảo. Loài này được Watt miêu tả khoa học đầu tiên năm 1882.